# دوري السوبر الأوغندي 1985
دوري السوبر الأوغندي 1985 (بالإنجليزية: 1985 Uganda Super League)‏ هو موسم من دوري السوبر الأوغندي. أشرف على تنظيمه اتحاد أوغندا لكرة القدم، وكان عدد الأندية المشاركة فيه 14، وفاز فيه نادي كامبالا سيتي.